# Phalanx CIWS

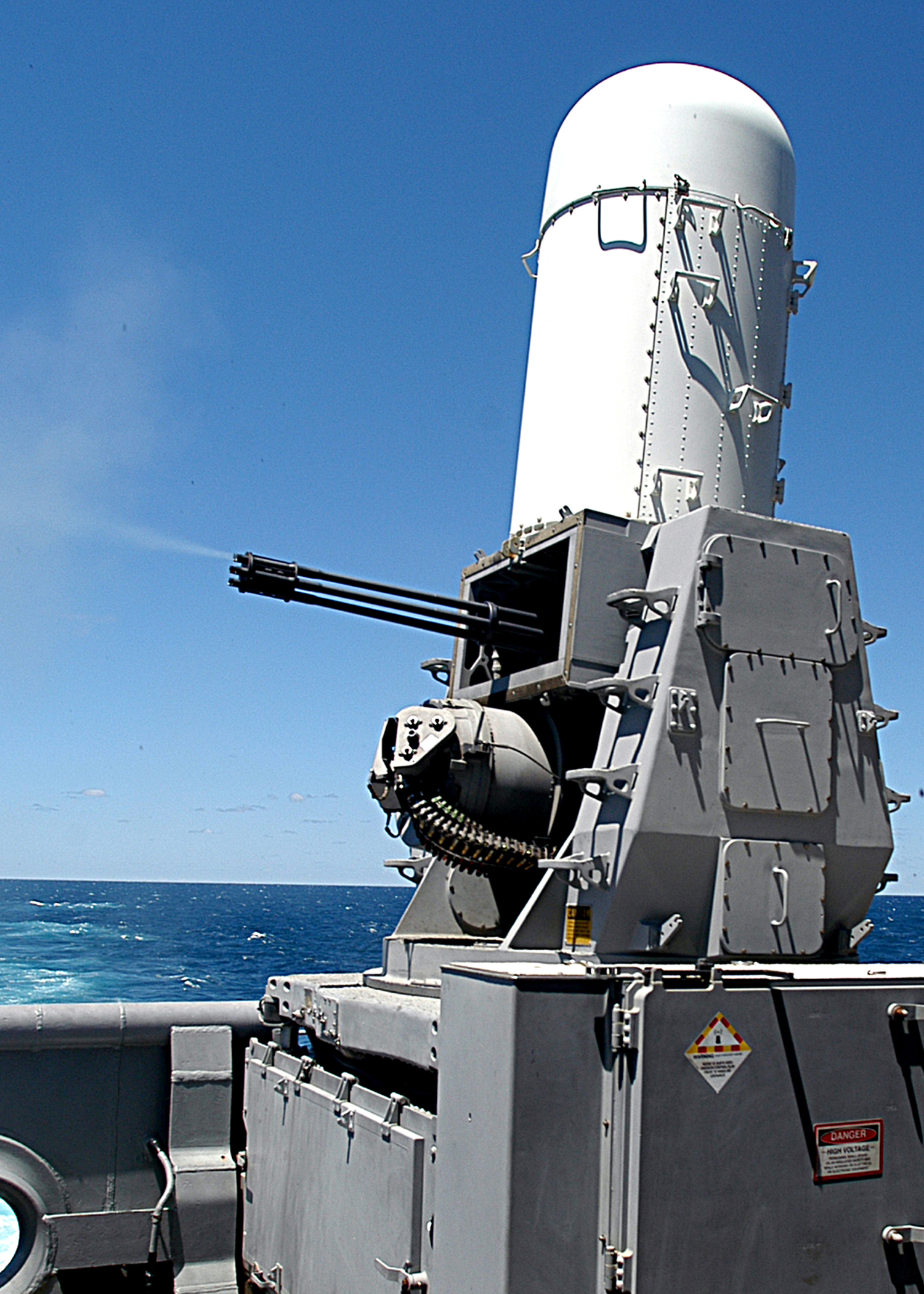
Phalanx CIWS Block 1

Phalanx CIWS (z ang. „falanga”) – system artyleryjski przeznaczony do niszczenia pocisków przeciwokrętowych i samolotów przeciwnika na bardzo krótkich dystansach (CIWS). 
System zaprojektowano w General Dynamics, a obecnie (2007) jest on produkowany przez koncern Raytheon. Phalanx został wprowadzony na uzbrojenie większości okrętów amerykańskich oraz ponad dwudziestu innych krajów. 
Ze względu na charakterystyczny wygląd i możliwość całkowicie automatycznej pracy systemu Phalanx CIWS bywa określany mianem „R2-D2”, tak jak droid, jeden z bohaterów sagi Gwiezdne wojny.

## Historia
Zatopienie w dniu 21 października 1967 izraelskiego niszczyciela „Eilat” wystrzelonymi z egipskiego okrętu rakietowego przeciwokrętowymi pociskami P-15 Termit wzbudziło znaczące obawy operującej u wybrzeży Wietnamu amerykańskiej marynarki wojennej o bezpieczeństwo jej okrętów. Obawy te wzrosły wraz z uzyskaniem informacji wywiadowczych na temat przenoszonych przez radzieckie okręty podwodne pocisków P-70 Ametist zdolnych do ataku spod powierzchni wody, co znacznie ograniczało czas przeznaczony na przeciwdziałanie i reakcję systemów obronnych atakowanego okrętu. W konsekwencji w 1968 rozpoczęto studia nad opracowaniem wymagań dla systemu artyleryjskiego zdolnego eliminować tego typu zagrożenia. Budowę systemu kontroli ognia powierzono wytwórni Hughes Missile (od 1997 Raytheon Missile Systems Company). Założeniem tego systemu uzbrojenia było uzupełnienie i współdziałanie z wyrzutniami pocisków przeciwlotniczych RIM-7 Sea Sparrow. Pierwsza demonstracja systemu artyleryjskiego odbyła się na poligonie rakietowym w White Sands w stanie Nowy Meksyk w 1970, a instalację prototypową przekazano w styczniu 1973. Pierwszy zestaw przeznaczony do testów na morzu zainstalowano na niszczycielu typu Farragut USS „King” na którego pokładzie prowadzono prace badawczo-rozwojowe w okresie od sierpnia 1973 do marca 1974. Pomimo początkowych wątpliwości co do efektywności systemu i ograniczeniu funduszy, w lipcu 1974 roku zamówiono sześć zestawów z przeznaczeniem do testów przydatności w warunkach bojowych. W listopadzie 1974 jeden z systemów w wersji zdalnie sterowanej zainstalowano na pokładzie hulka wycofanego ze służby niszczyciela typu Allen M. Sumner USS „Alfred A. Cunningham” w celu przetestowania jego zdolności do przechwytywania różnego rodzaju pocisków rakietowych, a także naprowadzanych laserowo bomb AGM-62 Walleye. Testy te prowadzono do lutego 1976. Kolejny system zainstalowano na pokładzie niszczyciela typu Forrest Sherman USS „Bigelow” w celu sprawdzenia jego zdolności do działania w warunkach silnego zakłócania środkami przeciwdziałania radioelektronicznego (ECM).
W lipcu 1977 system został oznaczony symbolem Mark 15 Close-In Weapon System (CIWS) i nazwą własną Phalanx, jednocześnie przyjęto go do uzbrojenia. 30 grudnia 1977 podpisano kontrakt na dostawę pierwszej serii uzbrojenia, a kontrakt na produkcję masową zawarto z wytwórnią General Dynamics we wrześniu 1979. Pierwszy egzemplarz seryjny został zbudowany i dostarczony miesiąc później. Oficjalnie system Phalanx wszedł do uzbrojenia w kwietniu 1980 roku po zainstalowaniu na pokładzie lotniskowca typu Kitty Hawk USS „America”, a później sukcesywnie wprowadzono go na wyposażenie fregat i większych okrętów, oraz wszystkich nowych jednostek. Pierwszym odbiorcą zagranicznym systemu Phalanx CIWS była Arabia Saudyjska, która rozpoczęła jego użytkowanie we wrześniu 1981 wraz z nowo przyjętymi do uzbrojenia korwetami typu Badr. Od 1987 wytwórnia Lockheed Martin realizuje drugi kontrakt na dostawę systemów Phalanx CIWS. Do końca lutego 2007 roku zbudowano 895 systemów Phalanx wprowadzając je na uzbrojenie jednostek pływających 22 krajów. Prowadzone są również prace badawczo-rozwojowe nad naziemnym systemem opartym na Phalanx CIWS oznaczonym jako C-RAM/Centurion i przeznaczonym do zwalczania pocisków artyleryjskich i granatów moździerzowych.

## Opis techniczny
Podstawą systemu Phalanx jest sześciolufowe działko systemu Gatlinga M61 Vulcan kalibru 20 mm podłączone do radaru wyszukującego i śledzącego cele. Specjalna wersja działka posiada znacznie grubsze i dłuższe o 457 mm od seryjnej wersji M61A1 lufy. Przeznaczone jest do strzelania długimi seriami dlatego zarówno wewnętrzne powierzchnie luf jak i ich wyloty zostały utwardzone zapewniając większą trwałość i mniejszy rozrzut pocisków. Umożliwiło to również strzelanie nowymi cięższymi o 50% pociskami wprowadzonymi wraz z wersją Block 1B. Zainstalowane w jednej obudowie wraz z zespołem radarów działko zajmuje 5,5 m² pokładu, ale nie wymaga jego penetracji (żadna część systemu nie znajduje się pod pokładem). Całkowita masa systemu wynosi od 5420 dla systemu wersji Block 0, do 6120 kg dla wersji Block 1. Barbeta systemu mieści wszystkie konieczne mechanizmy hydrauliczne i zasilające, a także urządzenia elektroniczne, oraz wymiennik ciepła do chłodzenia działka woda morską. Phalanx zużywa 31,75 litra wody morskiej na minutę, a za jej dostarczanie są odpowiedzialne pompy okrętowe. W razie awarii tych pomp system Phalanx CIWS jest zdolny do pracy przez około 30 minut bez chłodzenia. 
Szybkostrzelność systemu waha się w zależności od wersji od 3000 do 4500 strzałów na minutę. Działko jest zainstalowane w autonomicznej wieżyczce wraz z systemem kierowania ogniem, który automatycznie przeszukuje przestrzeń, wykrywa i śledzi cele, przeprowadza atak i raportuje zniszczenie celu korzystając ze sprzęgniętego z komputerem systemu radarowego. Ze względu na swoją niezależność system Phalanx jest idealnym rozwiązaniem dla okrętów, które nie posiadają zintegrowanych systemów kierowania ogniem, oraz skomplikowanych systemów obserwacji przestrzeni. 

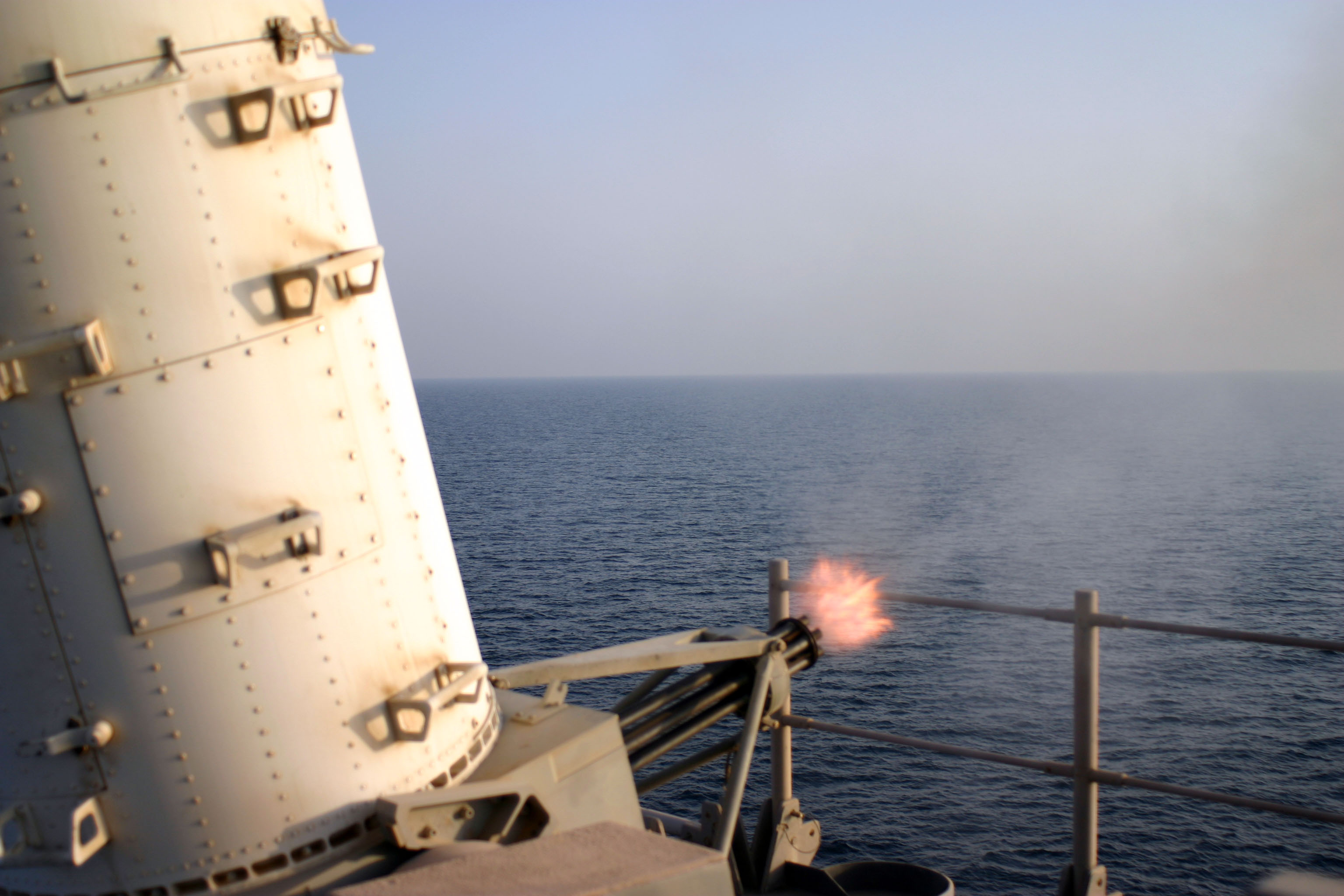
Phalanx CIWS w akcji

Phalanx CIWS od momentu opracowania przeszedł wiele zmian konfiguracyjnych. Pierwsza podstawowa wersja nosi oznaczenie Block 0. Zmodyfikowana odmiana Block 1 wprowadzona w 1988 została wyposażona w unowocześniony radar i amunicję nowego typu, ponadto zwiększono szybkostrzelność systemu do 4500 strzałów na minutę i dodano możliwość przechwytywania celów pod kątem do +70 stopni. Modyfikacje te miały na celu zwiększenie skuteczności obrony przed nowymi radzieckimi naddźwiękowymi pociskami przeciwokrętowymi atakującymi pod dużymi kątami. W kolejnej wersji Block 1A wprowadzono szybszy system komputerowy zdolny do przechwytywania celów wysokomanewrowych. W 1999 roku pojawiła się nowa odmiana systemu oznaczona jako Block 1B PSuM (od Phalanx Surface Mode – tryb ataku na cele powierzchniowe), w której dodano sensor obserwacji w podczerwieni FLIR (Forward-Looking InfraRed) pozwalający na wykorzystanie systemu przeciwko celom powierzchniowym, naziemnym lub nawodnym takim jak małe łodzie operujące w strefie przybrzeżnej i zdolne do ataku samobójczego, a także przeciwko nisko lecącym samolotom i śmigłowcom. Systemy FLIR mogą być również wykorzystywane do wykrywania trudnych do obserwacji pocisków rakietowych i sprzężone z systemami rakietowymi typu RIM-116 Rolling Airframe Missile w celu zwiększenia zasięgu i skuteczności obrony. Systemy Phalanx Block 1B umożliwiają również ręczną identyfikację i namierzenie celów.
W 2007 roku Stany Zjednoczone i Kanada były na etapie modyfikacji wszystkich swoich systemów do standardu Block 1B. Phalanx tej odmiany jest już wykorzystywany przez Japońskie Siły Samoobrony, siły zbrojne Egiptu i Bahrajnu, oraz Royal Navy.
W międzyczasie od 1983 roku prowadzono prace nad znacznie zmodernizowaną wersją systemu Phalanx wyposażoną w działko kalibru 30 mm lub dwa działka kalibru 25 mm. System ten początkowo oznaczony jako Phalanx-2000, a później jako Block 2 nie zyskał jednak aprobaty Kongresu, który odmówił finansowania projektu w styczniu 1988. W tym samym okresie opracowano w Holandii oparty na 30 mm działku system Signaal Goalkeeper, dlatego ostatecznie w 1991 roku zaprzestano modyfikacji systemu Phalanx w kierunku zwiększenia jego kalibru na korzyść prac nad poprawieniem skuteczności.

## Zasada działania systemu CIWS
System CIWS tworzy ostatnią linię obrony przeciwko pociskom przeciwokrętowym. Ze względu na rodzaj wypełnianych zadań ich zasięg skuteczny jest względnie krótki w porównaniu do nowoczesnych pocisków przeciwlotniczych i wynosi jedynie 0,75 mili morskiej (1,47 km). Wieżyczka broni obraca się bardzo szybko i z dużą precyzją. Zestaw luf przesuwa się w poziomie z prędkością 126º na sekundę, a w pionie 92º na sekundę. Maksymalny kąt obrotu i pokrycia przestrzeni to 310º. Zakres kątowy działania najnowszej wersji systemu w pionie to -25 do +85º. System CIWS jest zależny w minimalnym stopniu od okrętu, na którym jest zainstalowany, dlatego może działać także w przypadku dość znacznych uszkodzeń jednostki pływającej. Do działania potrzebuje jedynie zasilania trójfazowym prądem przemiennym o napięciu 440 V i częstotliwości 60 Hz, oraz zimnej wody do chłodzenia układów. Zużycie energii w trybie przeszukiwania to 18 kW, a w trybie śledzenia celu 70 kW. Dla osiągnięcia pełnej zdolności operacyjnej potrzebne są także dane o położeniu z kompasu pokładowego okrętu oraz prądu przemiennego o napięciu 115 V do zasilania drugorzędnych podsystemów.

### Podsystemy radarowe i FLIR

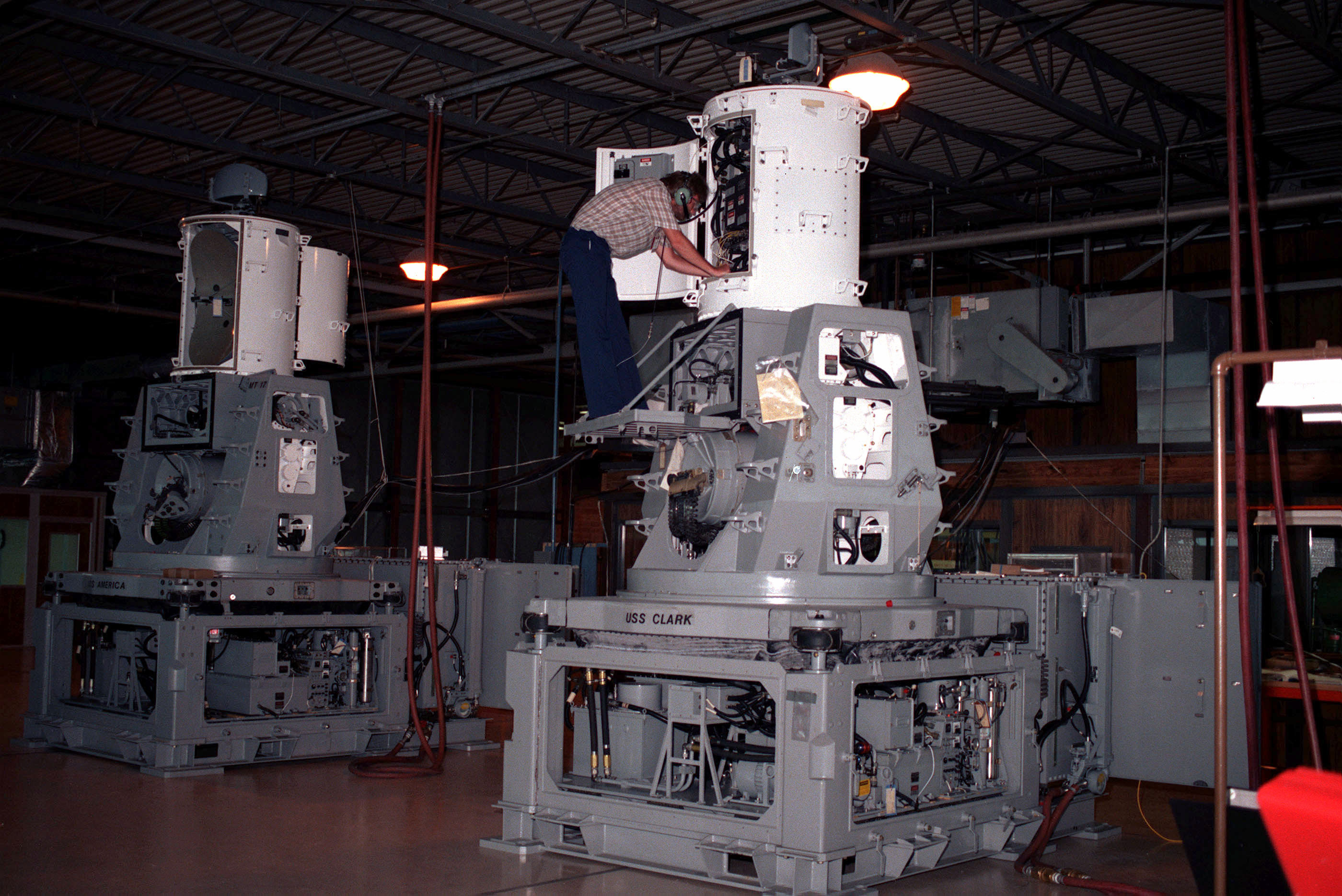
Technik sprawdzający moduł radaru systemu Phalanx CIWS, prawdopodobnie wersji Block 0

Phalanx CIWS posiada dwa współpracujące ze sobą radary przeznaczone do przechwytywania celów. Pierwszy z nich zlokalizowany jest pod osłoną w górnej części wieżyczki (biały element o przekroju owalnym) to pracujący w paśmie Ku radar przeszukujący, który dostarcza do komputera CIWS dane o kursie, zasięgu, prędkości i wysokości lotu potencjalnych celów. Informacje te są analizowane w celu weryfikacji, który ze śledzonych obiektów może stanowić zagrożenie i stać się jednocześnie celem systemu (ustalanie priorytetu zagrożeń). W momencie zidentyfikowania właściwego celu wieżyczka obraca się w jego kierunku, przekazując zadanie jego śledzenia do drugiego radaru naprowadzającego. Radar naprowadzający jest pracującym w paśmie Ku monoimpulsowym radarem dopplerowskim, posiada małą antenę paraboliczną i może precyzyjniej określić wszystkie parametry celu z tym, że w węższym wycinku przestrzeni. Śledzenie odbywa się do momentu określenia przez komputer największego prawdopodobieństwa trafienia. Następnie w zależności od konfiguracji systemu następuje automatyczne lub manualne (przez operatora) uruchomienie działka. Podczas strzelania system radarowy CIWS śledzi własne pociski w razie potrzeby korygując pozycję luf. Maksymalny czas reakcji systemu to 3 sekundy, a odległość w jakiej następuje śledzenie celu i rozpoczęcie procedury przechwycenia to 3 mile morskie (5,6 km) – rozpoczęcie śledzenia. W odległości 2,3 mili (4,3 km) zaczyna się namierzenie celu, a otwarcie ognia następuje z odległości około 1 mili morskiej (1,85 km). System Phalanx CIWS uzyskuje maksymalną skuteczność na dystansie 460 metrów. W celu zapewnienia możliwości śledzenia i ataku celów powierzchniowych od wersji Block 1B system jest wyposażony w urządzenia obserwacji w podczerwieni FLIR (Forward-Looking InfraRed) zamontowany na stabilizowanej platformie po lewej stronie osłony radaru śledzącego cele. Podsystem ten umożliwia pasywne przeszukiwanie i śledzenie wolno poruszających się celów powietrznych i nawodnych, oraz poprawia skuteczność systemu w walce z wysokomanewrowymi pociskami przeciwokrętowymi.

### Działko i system zasilania amunicją

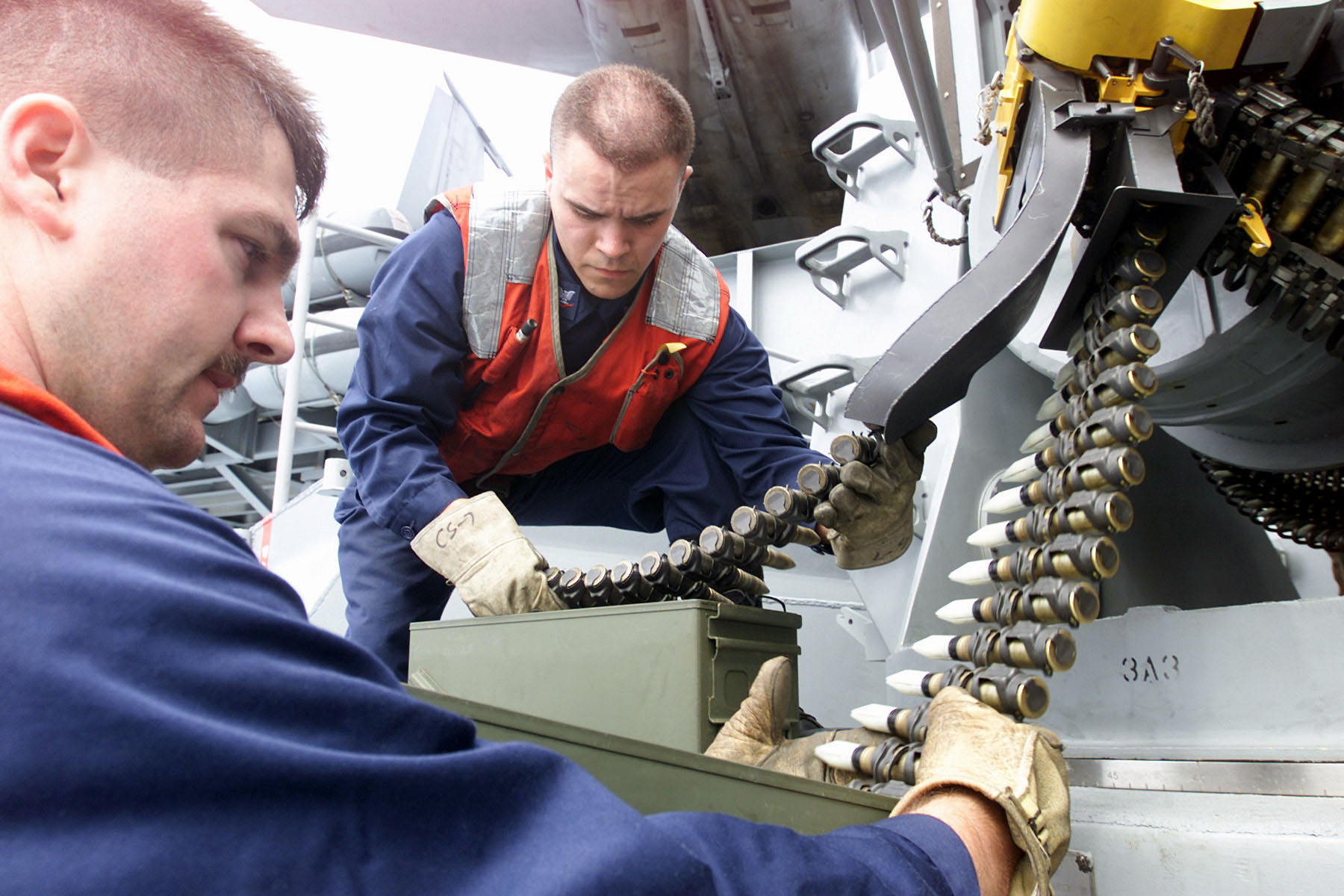
Marynarze US Navy ładujący amunicję wolframową (białe saboty po prawej) i wyładowujący amunicję ślepą (po lewej stronie)

Pierwsza odmiana systemu CIWS oznaczona jako Block 0 posiadała działko napędzane hydraulicznie o szybkostrzelności 3000 strzałów na minutę i posiadające zapas 989 sztuk amunicji w magazynku bębnowym. Unowocześniony system Block 1 również napędzany hydraulicznie posiadał tę samą szybkostrzelność co poprzednik, ale zwiększony bęben amunicyjny mieszczący 1550 sztuk naboi. W systemach odmiany Block 1A i wszystkich nowszych wymieniono napędzający lufy działka silnik hydrauliczny na pneumatyczny (napęd sprężonym powietrzem) co znacząco podniosło szybkostrzelność do 4500 strzałów na minutę. Prędkość wylotowa pocisków to około 1100 m/s, a stosowana amunicja to przeciwpancerne pociski podkalibrowe kalibru 15 mm z sabotem. Składają się one z rdzenia z wolframu lub zubożonego uranu, oraz sabotu wykonanego z tworzywa sztucznego i lekkiego metalu. Wrogie pociski rakietowe niszczone są energią kinetyczną penetratorów z twardego metalu, których zadaniem jest spowodowanie eksplozji głowic bojowych. Wykorzystanie bardziej efektywnych pocisków odłamkowo-burzących w tym akurat wypadku nie jest zasadne, gdyż eksplozje mogłyby zniszczyć kadłub pocisku rakietowego, ale pozwolić na dalsze poruszanie się głowicy torem balistycznym w kierunku okrętu. Układ zasilania amunicją wykorzystuje dwa podajniki taśmy z których jeden dostarcza naboje z bębna amunicyjnego, a drugi odbiera wystrzelone łuski i niewypały do drugiego bębna. W 2001 roku rozpoczęto prace badawcze nad kierowanymi pociskami wystrzeliwanymi z działka Vulcan.

### Sposób identyfikacji celów
System CIWS nie jest w stanie odróżnić czy obiekt jest wrogi czy nie na podstawie systemu identyfikacji IFF. Dane zbierane w czasie rzeczywistym przez system radarowy są analizowane przez komputer i na ich podstawie następuje klasyfikacja czy stanowi on zagrożenie, oraz o jego ewentualnym przechwyceniu. Aby obiekt został zaklasyfikowany jako zagrożenie musi spełnić wiele kryteriów, z których trzy wymieniono poniżej: 

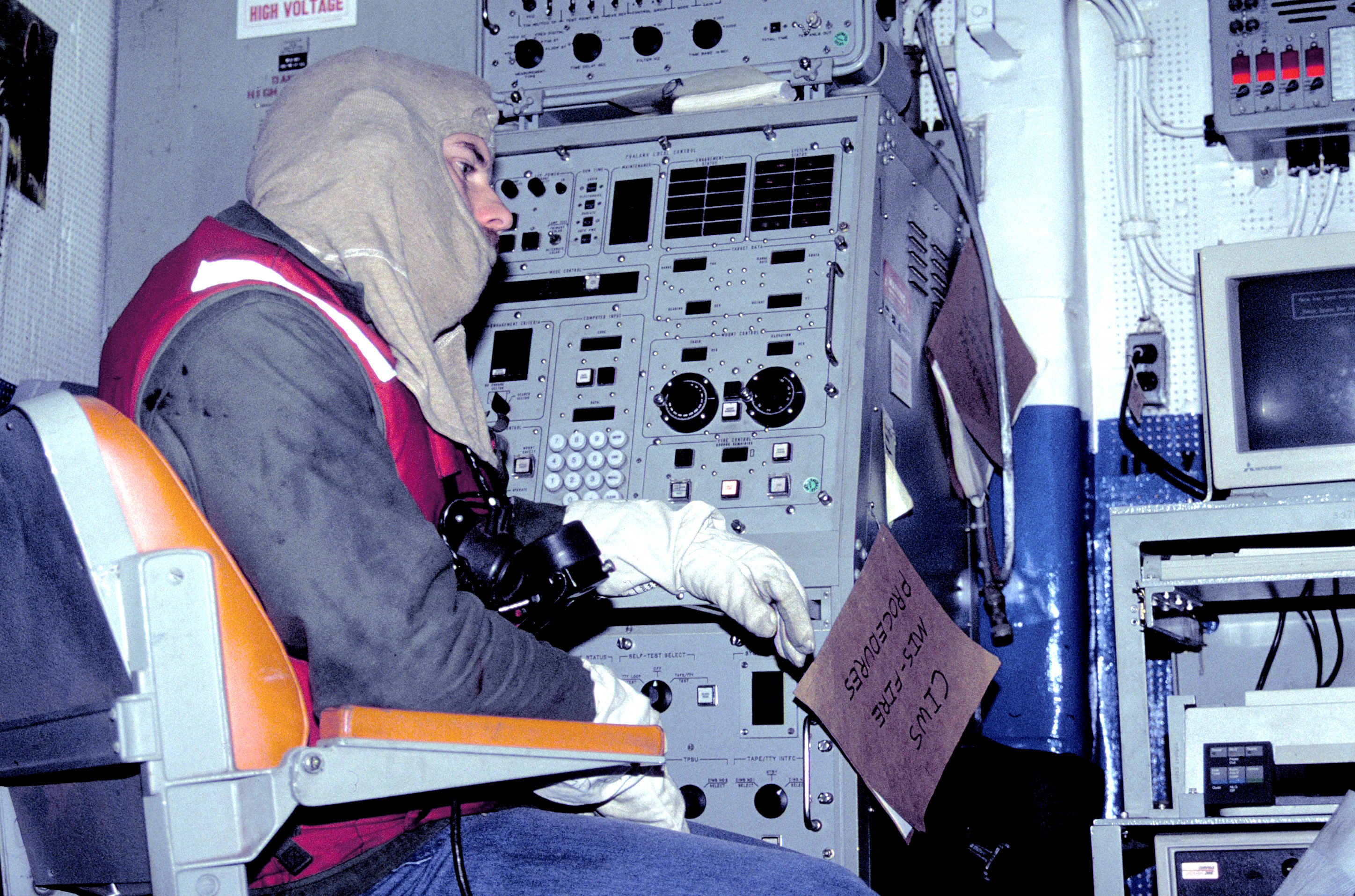
Marynarz podczas służby przed panelem obsługi ręcznej LCP systemu CIWS (od Local Control Panel – lokalny panel sterujący)

- Czy cel zbliża się czy oddala od okrętu? – System CIWS jest w stanie rozpoznać oddalające się obiekty i automatycznie wyeliminować je jako zagrożenie. System CIWS przechwytuje tylko zbliżające się do okrętu cele.
- Czy cel jest zdolny do wykonania manewrów w celu zaatakowania okrętu? – Jeśli obiekt zbliża się, ale nie kursem bezpośrednim, system CIWS prowadzi obserwację monitorując jego prędkość i pozycję w stosunku do okrętu. Następnie następuje ocena czy obiekt jest zdolny do przeprowadzenia manewrów zmierzających do ataku.
- Czy cel porusza się z prędkością w zakresie od minimalnej do maksymalnej? – System CIWS jest zdolny do przechwytywania celów w dużym zakresie prędkości, który jednak nie jest nieskończony. Działanie systemu jest ograniczone prędkością maksymalną obiektu i jeśli zostanie ona przekroczona CIWS nie podejmie próby przechwycenia. Tak samo jest z prędkością minimalną, poniżej której system nie zadziała. Operator systemu może ręcznie ustawić zakresy prędkości, w których system podejmie próbę przechwycenia celu, jednak zakres ten nie może przekraczać maksymalnych osiągów systemu CIWS. Dane na temat zakresu prędkości przechwytywanych celów są utajnione.

Opisane powyżej operacje stanowią jedynie podstawowe zasady działania systemu CIWS. Wiele innych podsystemów pracujących równolegle zapewnia jego prawidłowe funkcjonowanie. Szkolenie obsługi w zakresie obsługi, utrzymania i napraw systemu CIWS zajmuje od 6 do 8 miesięcy.
Niezawodność systemu Phalanx CIWS oceniono jako bardzo wysoką odnotowując średni czas między awariami na poziomie 188 godzin, podczas gdy wymagana przez US Navy niezawodność tego typu systemów to 60 godzin. Średni czas naprawy to 2 godziny i 45 minut podczas gdy wymagany to 3 godziny

## Wykorzystanie bojowe systemu Phalanx

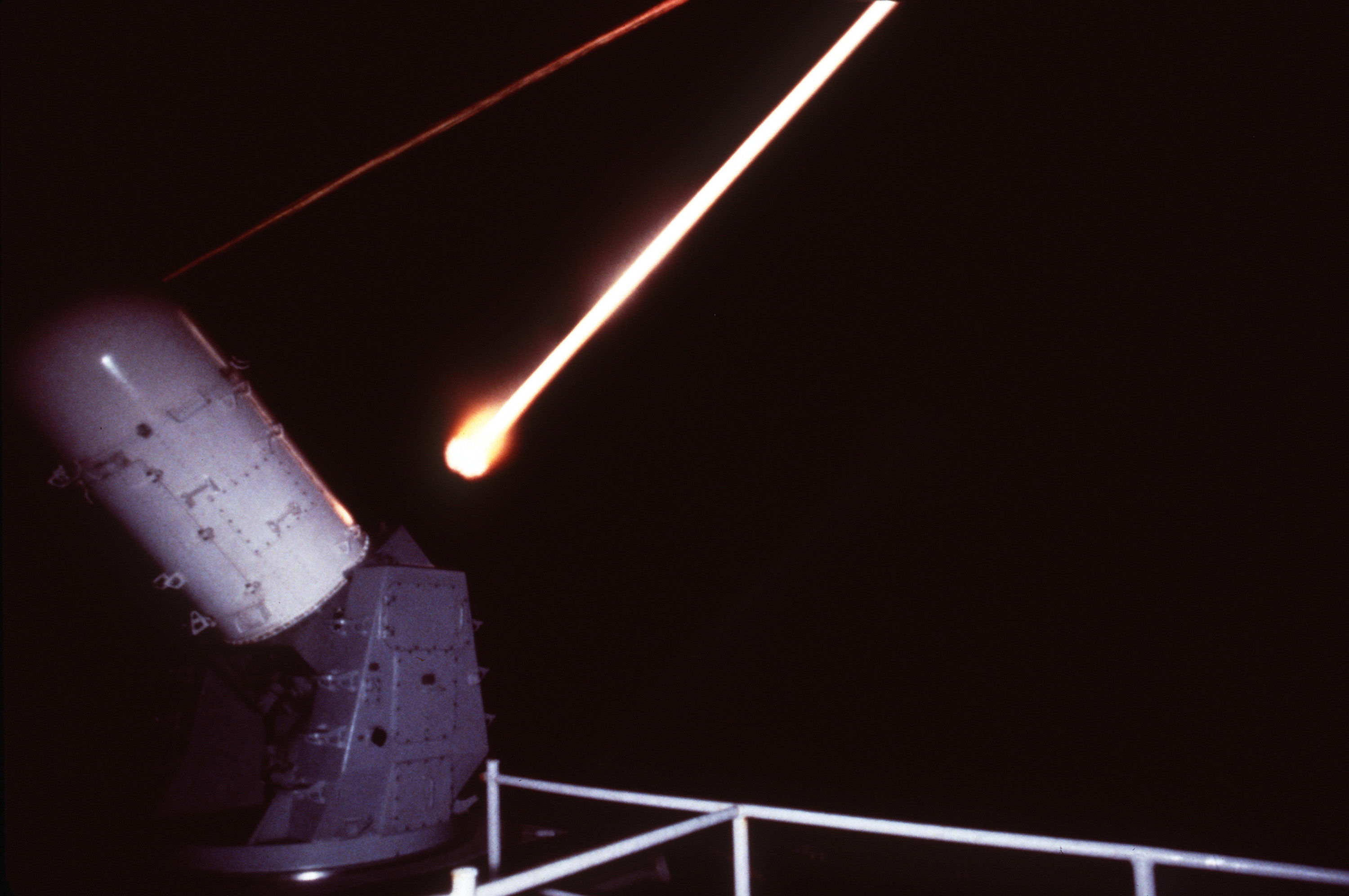
Nocne strzelanie testowe systemu Phalanx CIWS

Do chwili obecnej (2007) system Phalanx nie posiada na koncie żadnych zestrzeleń wrogich pocisków lub samolotów (w warunkach bojowych).
Podczas I wojny w Zatoce Perskiej 25 lutego 1991 roku USS „Missouri” i wyposażona w system Phalanx fregata USS „Jarrett” znalazły się w sąsiedztwie wystrzelonego najprawdopodobniej w kierunku „Missouri” lub znajdującego się w pobliżu brytyjskiego niszczyciela HMS „Gloucester” pocisku przeciwokrętowego HY-2 Haiying. „Missouri” w odpowiedzi użył systemu wyrzutni celów pozornych Mark 36 SRBOC, a znajdujący się na fregacie „Jarrett” i pracujący w trybie automatycznego przechwytywania celów system Phalanx omyłkowo rozpoznał je jako zagrożenie i oddał salwę w kierunku pancernika. Cztery z pocisków trafiły „Missouri”, ale wrogi pocisk nie został zestrzelony. Ostatecznie przeciwokrętowy HY-2 Haiying zniszczono pociskiem Sea Dart wystrzelonym z niszczyciela „Gloucester”. Był to pierwszy potwierdzony przypadek zniszczenia pocisku rakietowego przez inny pocisk podczas działań bojowych na morzu.
4 czerwca 1996 należący do Japonii system Phalanx przypadkowo zestrzelił amerykański samolot A-6 Intruder holujący cel radarowy do ćwiczeń w strzelaniu. Zainstalowany na pokładzie japońskiego niszczyciela typu Asagiri „Yūgiri” system CIWS pomyłkowo namierzył nie cel, lecz holujący go samolot i oddał w jego kierunku salwę. Obaj piloci katapultowali się. Śledztwo przeprowadzone po incydencie wykazało, że oficer artylerii pokładowej na Yūgiri wydał rozkaz rozpoczęcia strzelania zanim A-6 Intruder został wykluczony przez system CIWS jako cel.
Obecnie uważa się, że system Phalanx jest niewystarczający do obrony przed nowoczesnymi zagrożeniami, dlatego jest uzupełniany pociskami rakietowymi RIM-116 RAM, które posiadają większy zasięg i większe prawdopodobieństwo trafienia. Zestawy z pociskami RAM wykorzystują w pełni zautomatyzowane i autonomiczne systemy kierowania ogniem podobne do stosowanych w Phalanx CIWS. Chociaż początkowo planowano rezygnację z systemów artyleryjskich Phalanx na rzecz uzbrojenia rakietowego, to jednak masowe bombardowania celów izraelskich prowadzone przez Hezbollah przy pomocy prymitywnych pocisków rakietowych Katiusza i przez Hamas pociskami Kassam spowodowały, że nadal pozostaje on w uzbrojeniu i nie planuje się wycofania go w najbliższej przyszłości. Obecnie Phalanx CIWS tak w zastosowaniach morskich jak i lądowych stanowi najtańszą alternatywę dla opracowywanych w Stanach Zjednoczonych i Izraelu systemów opartych na laserach wysokiej mocy.

## Wersje naziemne

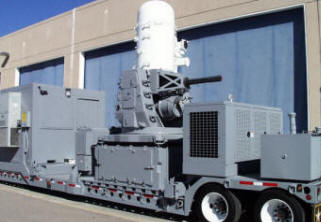
Naziemna wersja systemu uzbrojenia Phalanx

Armia Stanów Zjednoczonych posiada na uzbrojeniu naziemną wersję systemu Phalanx CIWS, która nosi oznaczenie LPWS (od Land-Based Phalanx Weapon System – lądowy system uzbrojenia Phalanx) lub inaczej Centurion. Należy on do typu uzbrojenia obronnego C-RAM (od Counter-Rockets, Artillery and Mortars – przeciwrakietowy, artyleryjski i moździerzowy).
LPWS Centurion składa się z systemu Phalanx w wersji Block 1B zainstalowanego na platformie kołowej zapewniającej jednocześnie stabilną podstawę oraz mobilność ułatwiającą szybką zmianę pozycji. W sekcji kontrolnej znajduje się generator energii elektrycznej oraz urządzenia chłodzące. Całkowita masa systemu to 24 tony.
Podczas gdy należące do US Navy systemy Phalanx strzelają pociskami przeciwpancernymi ze zubożonego uranu lub częściej wolframu, naziemne wersje wykorzystują amunicję typu HEIT-SD (High-Explosive Incendiary Tracer, Self-Destruct – burząco-zapalający ze smugaczem i systemem samodestrukcji) typu M-246 lub M-940, która została opracowana dla samobieżnego systemu obrony przeciwlotniczej M163 VADS wyposażonego w działka M61 Vulcan. Pociski te eksplodują w chwili uderzenia w cel lub po wypaleniu się smugacza. Sprawność systemu samodestrukcji wynosi od 95 do 99 procent, co znacząco eliminuje niebezpieczeństwo trafienia celów postronnych.

## Podobne systemy
- AK-630 – rosyjski system CIWS
- Goalkeeper – holenderski system CIWS
- Meroka – hiszpański system CIWS
- DARDO – włoski system CIWS
- SeaRAM – amerykański system CIWS oparty na pociskach rakietowych RIM-116
- Typ 730 – chiński system CIWS